# Каннын
Канны́н (кор. 강릉시?, 江陵市?, Gangneung-si) — город в провинции Канвондо Южной Кореи. Каннын считается экономическим центром региона Йондон (юг провинции Канвондо). Каннын — один из туристических центров страны, здесь, на берегу Японского моря расположено несколько популярных пляжей. В южных пригородах Каннына расположена авиационная база, на которой ранее был расположен также и гражданский аэропорт.

## История
Поселения людей на территории города существовали начиная с Чосон Вимана. В 129 году до н. э. город был захвачен китайской Хань и назван Цанхэ. В 313 году город перешёл под власть Когурё и стал называться Хэсоран или Хасулла. Затем, в 550 году эта местность перешла под контроль государства Силла, и в 757 году название было изменено на Мёнджу. В 1308 году, в эпоху Корё, Каннын получил нынешнее имя. При династии Чосон город был центром провинции. Современный статус города Каннын получил в 1955 году. Тогда же был образован уезд Мёнджу. В 1995 году Мёнджу вошёл в состав Каннына.

## География
Город расположен на берегу Японского моря и примыкает к восточным склонам гор Тхэбэксан. Через город протекает река Намдэчхон, которая, соединяясь с рекой Вансанчхон, впадает в Японское море. Среднегодовая температура 13,2 °C, среднегодовое количество осадков — 2066 мм (данные 2002 года).

## Административное деление
Каннын административно делится на 1 ып, 7 мёнов и 13 тон (дон):
| Название      | Хангыль  | Площадь, км² | Население, чел. | Внутреннее деление |
| ------------- | -------- | ------------ | --------------- | ------------------ |
| Чумунджинып   | 주문진읍 | 60,55        | 22 347          | 5 ри               |
| Вансанмён     | 왕산면   | 245,49       | 1795            | 6 ри               |
| Йонгокмён     | 연곡면   | 202,52       | 6426            | 9 ри               |
| Кандон        | 강동면   | 112,48       | 5970            | 10 ри              |
| Куджонмён     | 구정면   | 42,73        | 4578            | 7 ри               |
| Оккемён       | 옥계면   | 148,8        | 1828            | 10 ри              |
| Сачхонмён     | 사천면   | 70,89        | 4501            | 9 ри               |
| Сонсанмён     | 성산면   | 80,29        | 3356            | 9 ри               |
| Каннамдон     | 강남동   | 16,09        | 20 970          |                    |
| Кёнпходон     | 경포동   | 23,02        | 4982            |                    |
| Кё-идон       | 교2동    | 2,40         | 10 167          | Входит в Кёдон     |
| Кё-ильдон     | 교1동    | 2,73         | 28 474          | Входит в Кёдон     |
| Нэгоктон      | 내곡동   | 4,96         | 11 095          |                    |
| Окчхондон     | 옥천동   | 0,99         | 4765            |                    |
| Пхонам-идон   | 포남2동  | 2,58         | 17 353          | Входит в Пхонамдон |
| Пхонам-ильдон | 포남1동  | 1,28         | 12 609          | Входит в Пхонамдон |
| Сонджондон    | 송정동   | 3,49         | 7644            |                    |
| Сондоктон     | 성덕동   | 11,41        | 28 565          |                    |
| Хонджедон     | 홍제동   | 89,74        | 3659            |                    |
| Чунандон      | 중앙동   | 0,99         | 6766            |                    |
| Чходандон     | 초당동   | 2,89         | 6029            |                    |

## Экономика
Основные отрасли экономики: туризм и лёгкая промышленность. Существуют планы создать в городе научно-промышленный комплекс, основными направлениями работы которого будут новые материалы, медицина и исследования в области биологии.

## Спорт
В Канныне в рамках Зимних Олимпийских игр 2018 года прошли соревнования по кёрлингу, конькобежному спорту, хоккею, шорт-треку и фигурному катанию.

### Спортивные сооружения для Зимних Олимпийских игр
- Крытый ледовый каток — кёрлинг
- Хоккейный центр Каннын — хоккей с шайбой
- Ледовый зал Гёнпхо — фигурное катание, шорт-трек
- Спортивная арена Университета Квандон — хоккей с шайбой
- Сооружение для скоростного бега на коньках в Спортивном Комплексе Каннына — скоростной бег на коньках

## Символы
Как и большинство городов Южной Кореи, Каннын имеет ряд символов:
- Цветок: лагерстремия.
- Дерево: сосна.
- Птица: лебедь.
- Животное: тигр.
- Маскот: Хон Гильдон.

## Туризм и достопримечательности

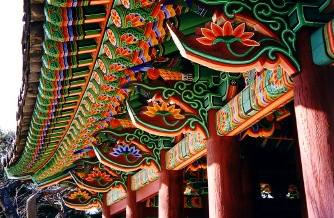
Кёнпходэ

Положение возле моря и длинная полоса пляжей сделало Каннын привлекательным курортным центром.
Кёнпходэ — историческая область в черте города, излюбленное место отдыха жителей и гостей города. Говорят, что в Кёнпходэ луну можно увидеть в пяти местах одновременно — в небе, отражённую от озера, отражённую от моря, отражённую от напитка в стакане и отражённую от глаз любимого человека.
Внутри главного павильона Кёнпходэ, построенного на 28 опорах, хранится знаменитая поэма корейского поэта Юль Гока «Кёнпходэбу», которая описывает движение неба и луны.
Каннын также хорошо известен своими фестивалями. В первую очередь это Фестиваль Тано (강릉단오제), проходящий на реке Намдэчхон. С 1967 года этот фестиваль входит в список нематериального культурного наследия под номером 13. С 25 ноября 2005 года этот фестиваль включён ЮНЕСКО в список «Шедевров устного и нематериального наследия человечества». Сейчас это фестиваль представляет собой ряд традиционных ритуалов и фольклорных представлений. Широко известен танец с масками Кванно, который можно увидеть только на этом фестивале.
В Канныне проходят и другие известные фестивали, один из которых — Международный молодёжный фестиваль искусств Каннына, посвящённый традиционной корейской культуре. С 2006 года после этого фестиваля проводится рок-фестиваль Кёнпхо.

## Известные уроженцы и жители
- Чон Ёбин — южнокорейская актриса
- Сим Ынгён — южнокорейская актриса

## Города-побратимы
По данным официального сайта:
- Титибу (префектура Сайтама), Япония — с 1979.
- Цзясин (провинция Чжэцзян), Китай — с 1999.
- Цзинчжоу (провинция Хубэй), Китай — с 1999.
- Чаттануга (штат Теннесси), США — с 2003.
- Иркутск, Россия — с 2009.
- Усть-Каменогорск, Казахстан — с 2011.